# Los Valles - Sur
Los Valles - Sur este o arie protejată (arie specială de conservare — SAC, sit de importanță comunitară — SCI) din Spania întinsă pe o suprafață de 22.913,27 ha, integral pe uscat.

## Localizare
Centrul sitului Los Valles - Sur este situat la coordonatele 42°44′30″N 0°45′40″W / 42.7416°N 0.761242°V.

## Înființare
Situl Los Valles - Sur a fost declarat sit de importanță comunitară în mai 2000 pentru a proteja 1 specie de plante și 12 specii de animale. Situl a fost protejat și ca arie specială de conservare în februarie 2021.

## Biodiversitate
Situată în ecoregiunile alpină și mediteraneană, aria protejată conține 27 de habitate naturale: Izvoare petrifiante cu formare de travertin (Cratoneurion), Fânețe de joasă altitudine (Alopecurus pratensis, Sanguisorba officinalis), Formațiuni de Juniperus communis pe lande sau pajiști calcaroase, Păduri de fag Asperulo-Fagetum, Grohotișuri termofile și vest-mediteraneene, Pajiști alpine și subalpine calcaroase, Păduri montane și subalpine de Pinus uncinata (* dezvoltate pe substrat gipsos sau calcaros), Lacuri eutrofice naturale cu vegetație de tip Magnopotamion sau Hydrocharition, Râuri de munte și vegetația lor lemnoasă cu Salix elaeagnos, Liziere de ierburi înalte hidrofile de câmpie și de nivel montan până la alpin, Pante stâncoase calcaroase cu vegetație casmofită, Matorral arborescenți cu Juniperus spp., Pajiști alpine și boreale, Formațiuni montane de Cytisus purgans, Pajiști uscate seminaturale și facies de acoperire cu tufișuri pe substraturi calcaroase (Festuco-Brometalia) (* situri importante pentru orhidee), Formațiuni stabile xerotermofile de Buxus sempervirens pe pante stâncoase (Berberidion p.p.), Mlaștini alcaline, Pajiști umede mediteraneene cu ierburi înalte de Molinio-Holoschoenion, Păduri de fag din Europa Centrală dezvoltate pe sol calcaros cu Cephalanthero-Fagion, Pajiști cu Molinia pe soluri calcaroase, turboase sau argilos-nămoloase (Molinion caeruleae), Pajiști uscate europene, Păduri pe pante, grohotișuri și ravene de Tilio-Acerion, Pajiști silicioase din Pirinei cu Festuca eskia, Lande oro-mediteraneene cu formațiuni endemice de grozamă, Păduri iberice de Quercus faginea și Quercus canariensis, Păduri de Quercus ilex și Quercus rotundifolia, Galerii de Salix alba și de Populus alba.
La baza desemnării sitului se află mai multe specii protejate:
- plante (1): Narcissus asturiensis
- mamifere (3): vidră de râu (Lutra lutra), liliacul mic cu potcoavă (Rhinolophus hipposideros), urs brun (Ursus arctos)
- nevertebrate (7): croitorul mare al stejarului (Cerambyx cerdo), fluturele de noapte (Eriogaster catax), Euplagia quadripunctaria, Graellsia isabellae, rădașcă (Lucanus cervus), Osmoderma eremita Complex, Rosalia alpina
- pești (2): Cobitis calderoni, Parachondrostoma miegii

Pe lângă speciile protejate, pe teritoriul sitului au mai fost identificate 27 de specii de plante, 32 de specii de păsări, 8 specii de amfibieni, 7 specii de mamifere, 2 specii de nevertebrate, 4 specii de pești, 3 specii de reptile.